# Lars Helge Birkeland
Lars Helge Birkeland (Tønsberg, 11 de febrero de 1988) es un deportista noruego que compite en biatlón. Está casado con la biatleta Fanny Horn.
Participó en los Juegos Olímpicos de Pyeongchang 2018, obteniendo una medalla de plata en el relevo masculino. Ganó una medalla de oro en el Campeonato Mundial de Biatlón de 2019 y cinco medallas en el Campeonato Europeo de Biatlón, en los años 2014 y 2015.

## Palmarés internacional
| Juegos Olímpicos   | Juegos Olímpicos             | Juegos Olímpicos  | Juegos Olímpicos |
| Año                | Lugar                        | Medalla           | Prueba           |
| ------------------ | ---------------------------- | ----------------- | ---------------- |
| 2018               | Pyeongchang (Corea del Sur)  | Medalla de plata  | Relevo           |
| Campeonato Mundial |                              |                   |                  |
| Año                | Lugar                        | Medalla           | Prueba           |
| 2019               | Östersund (Suecia)           | Medalla de oro    | Relevo           |
| Campeonato Europeo |                              |                   |                  |
| Año                | Lugar                        | Medalla           | Prueba           |
| 2014               | Nové Město (República Checa) | Medalla de oro    | Velocidad        |
| 2014               | Nové Město (República Checa) | Medalla de plata  | Persecución      |
| 2014               | Nové Město (República Checa) | Medalla de plata  | Relevo           |
| 2015               | Otepää (Estonia)             | Medalla de plata  | Velocidad        |
| 2015               | Otepää (Estonia)             | Medalla de bronce | Relevo           |